# Грицик Петро Григорович
Петро Григорович Гри́цик (нар. 3 травня 1944, Жуличі) — український радянський художник; член Спілки радянських художників України з 1989 року.

## Біографія
Народився 3 травня 1944 року в селі Жуличах (нині Томашівський повіт Люблінського воєводства, Польща). Протягом 1963—1968 років навчався на факультеті кераміки в Львівському інституті прикладного та декоративного мистецтва, був учнем Данила Довбошинського, Карла Звіринського, Романа Сельського. Дипломна робота — кавовий гарнітур (керівник Борис Горбалюк, оцінка — добре).
Протягом 1968—1990 роках працював у Чернівцях. Мешкав у будинку на вулиці Садовій, № 4, квартира № 8. У 1990 році виїхав до Сполучених Штатів Америки.

## Творчість
Перебуваючи в Чернівцях працював у галузях станкового живопису (писав жанрові картини, пейзажі, натюрморти), монументального мистецтва, художньої кераміки та художньої фотографії. Серед робіт:
живопис
- «Майстерня художника» (1974, Чернівецький художній музей)[3];
- «Диктатор» (1974);
- «Цвинтар ілюзій» (1975);
- «Дорога» (1976);
- «Легенда» (1976);
- «Мовчання» (1977);
- «Фата Моргана»;
- «Натюрморт» (1987, Чернівецький художній музей)[3];
- «Затемнення» (1988);
- «Композиція» (1988);
- «Тотемічні знаки» (1989);
- «Об'єкт» (1989).

Автор декоративного керамічного блюда (1970, шамот, солі, полива; Чернівецький художній музей).
монументальні роботи
- мозаїка на фасаді Чернівецької дитячої спортивної школи (1970)[4];
- розпис у профілакторії заводу «Кварц» у Чернівцях (1988, енкавстика).

Учасник всеукраїнських, всесоюзних та закордонних виставок з 1969 року. Його роботи експонувалися на виставках у Данії, Франції, Росії, США. Персональні виставки відбулися у США.
Автор книги «Reflections of Reality».